# Avesnes-lès-Bapaume
Avesnes-lès-Bapaume is een gemeente in het Franse departement Pas-de-Calais (regio Hauts-de-France) en telt 164 inwoners (1999). De plaats maakt deel uit van het arrondissement Arras.

## Geografie
De oppervlakte van Avesnes-lès-Bapaume bedraagt 3,1 km², de bevolkingsdichtheid is 52,9 inwoners per km².
De onderstaande kaart toont de ligging van Avesnes-lès-Bapaume met de belangrijkste infrastructuur en aangrenzende gemeenten.

## Demografie
Onderstaande figuur toont het verloop van het inwonertal (bron: INSEE-tellingen).